# Église Mihai Vodă
L’église Mihai Vodă est située à Bucarest et fut fondée à la fin du XVIe siècle.
Elle a échappé à la destruction du quartier, déplacée à grand frais de 250 mètres après avoir été surélevée par des vérins et posée sur des rails. Le monastère dont elle était l'église a, quant à lui, disparu.